# La Motte-du-Caire
Pour les articles homonymes, voir La Motte et Caire (homonymie).
La Motte-du-Caire est une commune française située dans le département des Alpes-de-Haute-Provence, en région Provence-Alpes-Côte d'Azur.
Ses habitants sont les Mottois,.

## Géographie

### Localisation et communes limitrophes

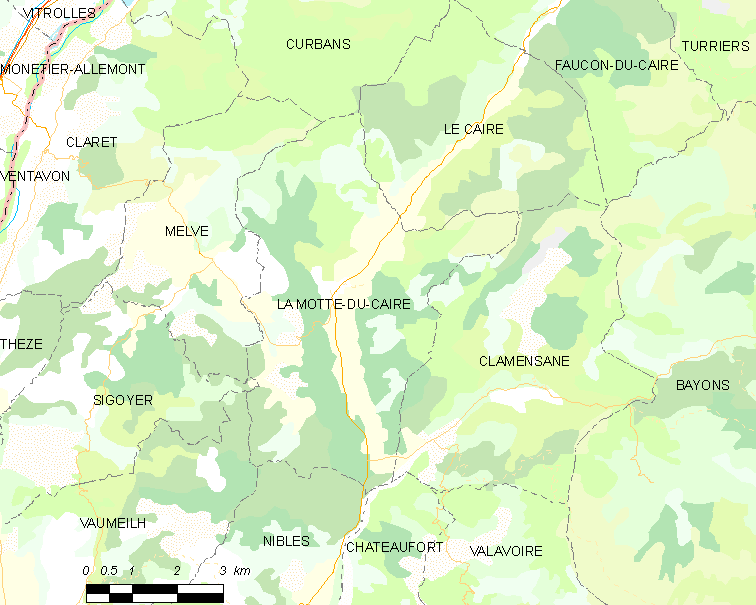
La Motte-du-Caire et les communes voisines (Cliquez sur la carte pour accéder à une grande carte avec la légende).

La commune est située aux confins des Alpes-de-Haute-Provence, à 25 km au nord-est de Sisteron, sur un terrain ondulé. Le lac de Seignon et deux sources s’y trouvent : une source sulfureuse et la source de la Béligue.

### Géologie et relief

Massif des Alpes et localisation des Préalpes de Digne.

Le territoire se situe en limite est des Baronnies orientales, sur des formations calcaires provençales du Jurassique supérieur et du Crétacé inférieur (roches sédimentaires issues d'un ancien océan alpin), entre trois formations géologiques majeures des Alpes :
- la nappe de Digne à l'est[4], au niveau du lobe de Valavoire[5] : il s'agit d'une nappe de charriage, c'est-à-dire d'une dalle épaisse de près de 5 000 m qui s'est déplacée vers le sud-ouest durant l'Oligocène et la fin de la formation des Alpes. Les lobes (ou écailles) correspondent à la bordure découpée à l'ouest de la nappe ;
- la faille de la Durance au sud-ouest, dans la vallée.

Lors de la glaciation de Riss, la commune est presque entièrement recouverte par le glacier de la Durance, seuls les sommets, dont ceux de La Montagne et de Jalinier, dépassant. Lors de la glaciation de Würm, le glacier avance beaucoup moins loin, aux limites de la commune avec Melve, à l’ouest.

### Climat
Pour des articles plus généraux, voir Climat de Provence-Alpes-Côte d'Azur et Climat des Alpes-de-Haute-Provence.
En 2010, le climat de la commune est de type climat méditerranéen altéré, selon une étude du Centre national de la recherche scientifique s'appuyant sur une série de données couvrant la période 1971-2000. En 2020, Météo-France publie une typologie des climats de la France métropolitaine dans laquelle la commune est exposée à un climat de montagne ou de marges de montagne et est dans la région climatique Alpes du sud, caractérisée par une pluviométrie annuelle de 850 à 1 000 mm, minimale en été.
Pour la période 1971-2000, la température annuelle moyenne est de 10,3 °C, avec une amplitude thermique annuelle de 17,8 °C. Le cumul annuel moyen de précipitations est de 952 mm, avec 6,9 jours de précipitations en janvier et 5 jours en juillet. Pour la période 1991-2020, la température moyenne annuelle observée sur la station météorologique de Météo-France la plus proche, « Turriers », sur la commune de Turriers à 13 km à vol d'oiseau, est de 10,6 °C et le cumul annuel moyen de précipitations est de 795,7 mm. 
La température maximale relevée sur cette station est de 40 °C, atteinte le 23 août 2023 ; la température minimale est de −17 °C, atteinte le 1er février 2010,,.
Les paramètres climatiques de la commune ont été estimés pour le milieu du siècle (2041-2070) selon différents scénarios d'émission de gaz à effet de serre à partir des nouvelles projections climatiques de référence DRIAS-2020. Ils sont consultables sur un site dédié publié par Météo-France en novembre 2022.

### Environnement
La commune compte 1 176 ha de bois et forêts, soit 43 % de sa superficie.

### Voies de communication et transports
La commune de La Motte-du-Caire est accessible par la RD 951, depuis Nibles au sud, ou Faucon-du-Caire au nord. La sortie de l'autoroute A51 la plus proche est la sortie 23, de Sisteron-Nord.
Deux lignes de bus desservent La Motte-du-Caire : Turriers - Sisteron et Bayons - Sisteron.

### Risques majeurs
Aucune des 200 communes du département n'est en zone de risque sismique nul. Le canton de La Motte-du-Caire est en zone 1a (sismicité très faible mais non négligeable) selon la classification déterministe de 1991, basée sur les séismes historiques, et en zone 3 (risque modéré) selon la classification probabiliste EC8 de 2011. La commune de La Motte-du-Caire est également exposée à trois autres risques naturels :
- feu de forêt ;
- inondation ;
- mouvement de terrain.

La commune de La Motte-du-Caire n’est exposée à aucun des risques d’origine technologique recensés par la préfecture.
Aucun plan de prévention des risques naturels prévisibles (PPR) n’existe pour la commune et le Dicrim n’existe pas non plus.
Le tremblement de terre le plus fortement ressenti dans la commune est celui de Laragne-Montéglin le 19 mai 1866, qui atteignit une intensité macro-sismique ressentie de VII sur l’échelle MSK et fit quelques dégâts,.

### Toponymie
La Motte-du-Caire se nomme en vivaro-alpin : La Mota dau Caire [la 'mutœ du 'kajre] dans la norme classique et La Mouto dòu Caïre dans la norme mistralienne.
Le nom du village, tel qu’il apparaît pour la première fois dans les textes en 1168 (la Mota), fait référence à une colline, ou une construction au sommet d’une colline. La référence au village voisin, Le Caire, est officialisée en 1988.

## Urbanisme

### Typologie
Au 1er janvier 2024, La Motte-du-Caire est catégorisée commune rurale à habitat dispersé, selon la nouvelle grille communale de densité à 7 niveaux définie par l'Insee en 2022.
Elle est située hors unité urbaine et hors attraction des villes,.

### Occupation des sols
L'occupation des sols de la commune, telle qu'elle ressort de la base de données européenne d’occupation biophysique des sols Corine Land Cover (CLC), est marquée par l'importance des forêts et milieux semi-naturels (74,4 % en 2018), une proportion sensiblement équivalente à celle de 1990 (74,6 %). La répartition détaillée en 2018 est la suivante : 
forêts (50,4 %), terres arables (19,6 %), espaces ouverts, sans ou avec peu de végétation (12,4 %), milieux à végétation arbustive et/ou herbacée (11,6 %), zones agricoles hétérogènes (4,9 %), zones urbanisées (1,1 %).
L'évolution de l’occupation des sols de la commune et de ses infrastructures peut être observée sur les différentes représentations cartographiques du territoire : la carte de Cassini (XVIIIe siècle), la carte d'état-major (1820-1866) et les cartes ou photos aériennes de l'IGN pour la période actuelle (1950 à aujourd'hui).

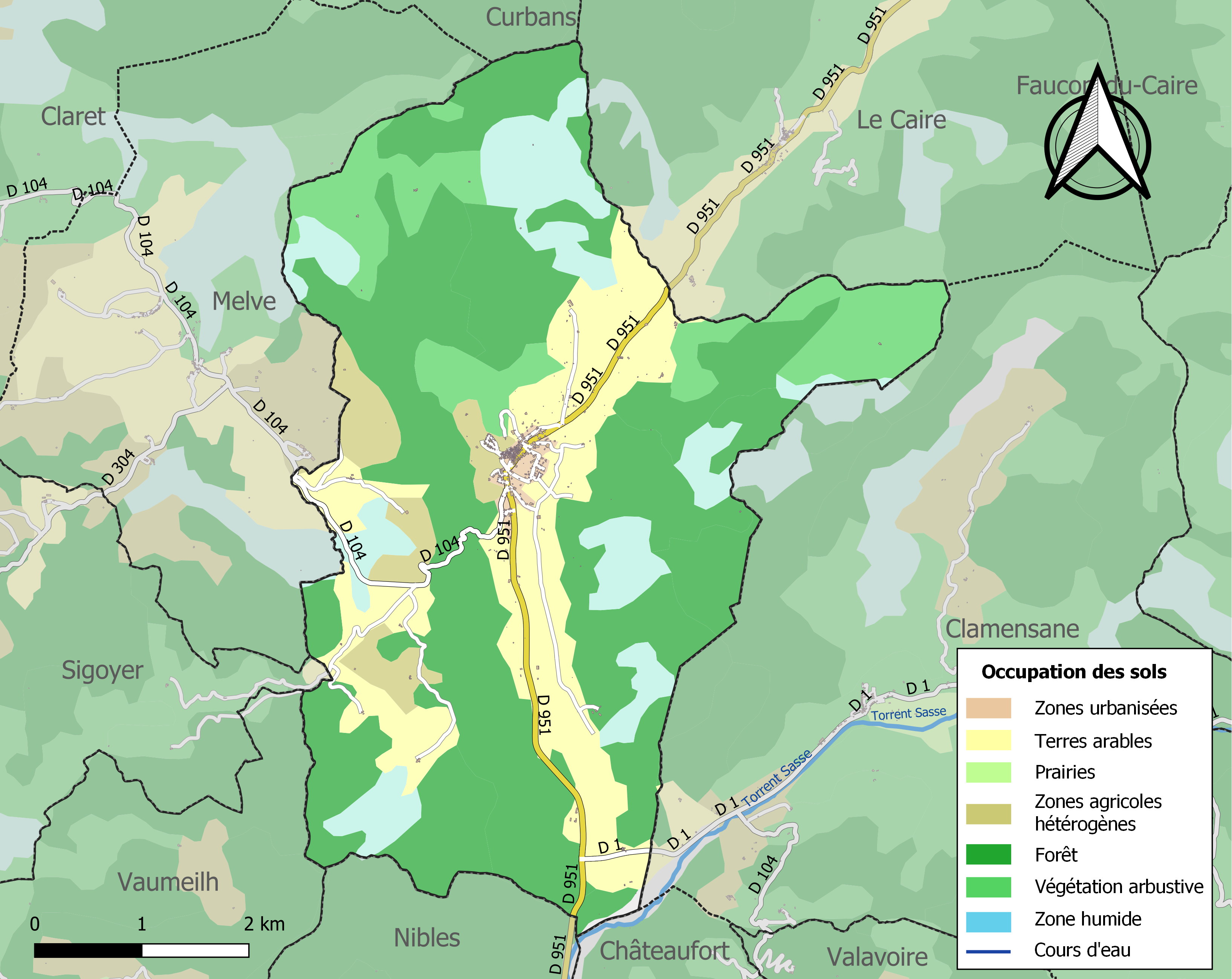
Carte de l'occupation des sols de la commune en 2018 (CLC).

## Histoire
Des sépultures sous tegulae (gallo-romaines) ont été découvertes sur la commune.

### Moyen Âge
Le village était construit sur la rive gauche du Grand Vallon, avant de s’établir sur celle de droite.
La localité apparaît pour la première fois dans les chartes en 1168, mais une motte castrale est élevée au XIe siècle. La communauté relevait de la baillie de Sisteron. L’église paroissiale a appartenu brièvement à l’abbaye Saint-Victor de Marseille avant de revenir au chapitre de Gap. La communauté relevait de la baillie de Sisteron. En 1300, une petite communauté juive était établie à La Motte-du-Caire.
En 1348, la reine Jeanne, chassée de son royaume de Naples, dut se réfugier en Provence. Pour reconquérir ses États napolitains, elle vendit Avignon au pape pour 80 000 florins, et obtint au passage l'absolution pontificale qui la lavait de tout soupçon dans le meurtre de son premier époux André de Hongrie. Reconnaissante, elle offrit à Guillaume II Roger, frère du pape, le fief de Valernes, qui fut érigé en vicomté par lettres patentes en 1350. La nouvelle vicomté comprenait les communautés de Bayons, Vaumeilh, la Motte, Bellaffaire, Gigors, Lauzet, les Mées, Mézel, Entrevennes et le Castellet, avec leurs juridictions et dépendances.
En 1498, l’ordre des Trinitaires y est appelé pour prendre en charge l’hôpital des pauvres du Christ appartenant à la communauté.

### Temps modernes
Pendant les guerres de religion, les Ligueurs occupent le village en 1585.
Une foire s’y tenait au XVIIIe siècle.

### Révolution française
Au début de la Révolution française, la nouvelle de la prise de la Bastille est accueillie favorablement, mais provoque un phénomène de peur collective d’une réaction aristocratique. Localement, la Grande Peur, venant de Tallard et appartenant au courant de la « peur du Mâconnais », atteint la région de La Motte le soir du 31 juillet 1789. Les consuls de la communauté villageoise sont prévenus qu’une troupe de 5 à 6 000 brigands se dirige vers la Haute-Provence après avoir pillé le Dauphiné. Les communautés de La Motte, Clamensane, Saint-Geniez, Authon, Curbans, Bayons et Claret constituent ensemble une troupe de 700 hommes armés. Elles mettent le marquis d’Hugues de Beaujeu à sa tête, qui décide de se porter au-devant du danger en allant surveiller les bacs sur la Durance.
Dès le 2 août, l’affolement retombe, les faits-divers à l’origine des rumeurs étant éclaircis. Mais un changement important a eu lieu : les communautés se sont armées, organisées pour se défendre et défendre leurs voisins. Un sentiment de solidarité est né à l’intérieur des communautés et entre communautés voisines, et les consuls décident de maintenir les gardes nationales. Aussitôt la peur retombée, les autorités recommandent toutefois de désarmer les ouvriers et les paysans sans terre, pour ne conserver que les propriétaires dans les gardes nationales.
Les habitants de la commune créent leur société patriotique après la fin de 1792 et nommée Société de Frères amis de la Liberté, Égalité, Fraternité et République puis Société de Frères amis de la Liberté, Égalité et République indivisible . Plus de la moitié de la population masculine la fréquente . Le couvent des trinitaires est déclaré bien national et vendu à un particulier, qui le transforme en auberge et utilise la chapelle Saint-Joseph comme écurie.

### Époque contemporaine
Le coup d'État du 2 décembre 1851 commis par Louis-Napoléon Bonaparte contre la Deuxième République provoque un soulèvement armé dans les Basses-Alpes, en défense de la Constitution. Après l’échec de l’insurrection, une sévère répression poursuit ceux qui se sont levés pour défendre la République : 7 habitants de La Motte-du-Caire sont traduits devant la commission mixte, la peine la plus courante étant la déportation en Algérie.
Comme de nombreuses communes du département, La Motte-du-Caire se soucie d’instruction primaire bien avant les lois Jules Ferry : en 1863, elle compte déjà une école de garçons, et une autre de filles (bien que la loi Falloux (1851) n’impose l’ouverture d’une école de filles qu’aux communes de plus de 800 habitants).
En juin 1940, quand l’Italie déclare la guerre à la France, les habitants de Saint-Paul-sur-Ubaye qui vivent entre la ligne Maginot et la frontière sont évacués et relogés dans un premier temps à La Motte-du-Caire, avant d’être transportés en Lozère.
Jusqu’au milieu du XXe siècle, la vigne était cultivée dans la commune, uniquement pour l’autoconsommation. Cette culture, qui s'était maintenue dans l'entre-deux-guerres mondiales malgré la crise phylloxérique, a depuis été abandonnée.

### Héraldique
| Blason de Motte-du-Caire (La) | Blason  | D'azur à une montagne d’or au pied de laquelle coule une rivière d’argent. |
| Blason de Motte-du-Caire (La) | Détails | Armes parlantes. Le statut officiel du blason reste à déterminer.          |

## Politique et administration

### Administration municipale
De par sa taille, la commune dispose d'un conseil municipal de 11 membres (article L2121-2 du Code général des collectivités territoriales). Lors du scrutin de 2008, il n’y eut qu’un seul tour et Marcel Clément a été réélu conseiller municipal avec le troisième total de 220 voix, soit 59,14 % des suffrages exprimés. La participation a été de 92,54 %. Il a ensuite été nommé maire par le conseil municipal.

### Liste des maires
L'élection du maire est la grande innovation de la Révolution de 1789. De 1790 à 1795, les maires sont élus au suffrage censitaire pour 2 ans. De 1795 à 1800, il n’y a pas de maires, la commune se contente de désigner un agent municipal qui est délégué à la municipalité de canton.
En 1799-1800, le Consulat revient sur l'élection des maires, qui sont désormais nommés par le pouvoir central. Ce système est conservé par les régimes suivants, à l'exception de la Deuxième République (1848-1851). Après avoir conservé le système autoritaire, la Troisième République libéralise par la loi du 5 avril 1884 l'administration des communes : le conseil municipal, élu au suffrage universel, élit le maire en son sein.
| Période                                  | Période                       | Identité               | Étiquette | Qualité                        |
| ---------------------------------------- | ----------------------------- | ---------------------- | --------- | ------------------------------ |
|                                          | février 1878                  | Jean Baptiste Bontems  |           |                                |
| mars 1878                                | février 1881                  | Théodore Massot        |           |                                |
| mars 1881                                | février 1883                  | Jean Pierre Cougourdan |           |                                |
| mars 1883                                | avril 1892                    | Désiré Turcan          |           |                                |
| mai 1892                                 | décembre 1906                 | Antonin Mayol          |           |                                |
| mai 1945                                 |                               | Fernand Reymond        |           |                                |
|                                          |                               |                        |           |                                |
| mars 1977                                | mars 2014                     | Marcel Clément,        | PS        | Conseiller général (1981-2015) |
| avril 2014                               | En cours (au 21 octobre 2014) | Patrick Massot         | DVG       | Chef d'entreprise              |
| Les données manquantes sont à compléter. |                               |                        |           |                                |

### Intercommunalité
La Motte-du-Caire fait partie :
- de 2008 à 2017, de la communauté de communes de La Motte-du-Caire - Turriers ;
- à partir du 1er janvier 2017, de la communauté de communes Sisteronais-Buëch.

### Administrations
La Motte-du-Caire est une des 34 communes du canton de Seyne depuis 2015, qui totalise 8 377 habitants en 2012. La commune fait partie de l’arrondissement de Sisteron du 17 février 1800 au 10 septembre 1926, date de son rattachement à l'arrondissement de Forcalquier et de la deuxième circonscription des Alpes-de-Haute-Provence. La Motte-du-Caire fait partie du canton de La Motte-du-Caire de 1793 à 2015 (Lamotte de 1793 à 1801).
La Motte-du-Caire fait partie des juridictions d’instance de Forcalquier, de la prud'homale de Manosque, et de grande instance de Digne-les-Bains.
Une brigade de gendarmerie de proximité est implantée à La Motte-du-Caire.

### Fiscalité locale
| Taxe                                        | Part communale | Part intercommunale | Part départementale | Part régionale |
| ------------------------------------------- | -------------- | ------------------- | ------------------- | -------------- |
| Taxe d'habitation                           | 6,88 %         | 0,64 %              | 5,53 %              | 0,00 %         |
| Taxe foncière sur les propriétés bâties     | 17,71 %        | 2,25 %              | 14,49 %             | 2,36 %         |
| Taxe foncière sur les propriétés non bâties | 56,31 %        | 6,44 %              | 47,16 %             | 8,85 %         |
| Taxe professionnelle                        | 15,55 %        | 1,28 %              | 10,80 %             | 3,84 %         |

La part régionale de la taxe d'habitation n'est pas applicable.
La taxe professionnelle est remplacée en 2010 par la cotisation foncière des entreprises (CFE) portant sur la valeur locative des biens immobiliers et par la contribution sur la valeur ajoutée des entreprises (CVAE) (les deux formant la contribution économique territoriale (CET) qui est un impôt local instauré par la loi de finances pour 2010).

## Démographie

### Évolution démographique
L'évolution du nombre d'habitants est connue à travers les recensements de la population effectués dans la commune depuis 1765. Pour les communes de moins de 10 000 habitants, une enquête de recensement portant sur toute la population est réalisée tous les cinq ans, les populations de référence des années intermédiaires étant quant à elles estimées par interpolation ou extrapolation. Pour la commune, le premier recensement exhaustif entrant dans le cadre du nouveau dispositif a été réalisé en 2005.
En 2022, la commune comptait 544 habitants, en évolution de −2,51 % par rapport à 2016 (Alpes-de-Haute-Provence : +2,84 %, France hors Mayotte : +2,11 %).
| 1765 | 1793 | 1800 | 1806 | 1821 | 1831 | 1836 | 1841 | 1846 |
| ---- | ---- | ---- | ---- | ---- | ---- | ---- | ---- | ---- |
| 645  | 550  | 581  | 611  | 574  | 692  | 692  | 719  | 717  |

| 1851 | 1856 | 1861 | 1866 | 1872 | 1876 | 1881 | 1886 | 1891 |
| ---- | ---- | ---- | ---- | ---- | ---- | ---- | ---- | ---- |
| 720  | 659  | 680  | 690  | 646  | 686  | 715  | 697  | 678  |

| 1896 | 1901 | 1906 | 1911 | 1921 | 1926 | 1931 | 1936 | 1946 |
| ---- | ---- | ---- | ---- | ---- | ---- | ---- | ---- | ---- |
| 652  | 626  | 595  | 559  | 483  | 458  | 444  | 477  | 376  |

| 1954 | 1962 | 1968 | 1975 | 1982 | 1990 | 1999 | 2005 | 2006 |
| ---- | ---- | ---- | ---- | ---- | ---- | ---- | ---- | ---- |
| 341  | 362  | 347  | 420  | 403  | 438  | 484  | 506  | 504  |

| 2010 | 2015 | 2020 | 2022 | - | - | - | - | - |
| ---- | ---- | ---- | ---- | - | - | - | - | - |
| 525  | 554  | 550  | 544  | - | - | - | - | - |

| 1315     | 1471    |
| -------- | ------- |
| 160 feux | 88 feux |

L'histoire démographique de La Motte-du-Caire, après la saignée des XIVe et XVe siècles et le long mouvement de croissance jusqu'au début du XIXe siècle, est marquée par une période d'« étale » où la population reste relativement stable à un niveau élevé. Cette période dure de 1831 à 1891. L'exode rural provoque ensuite un mouvement de baisse de la population de longue durée. À La Motte, ce mouvement commence plus tard que dans le reste du département, et la perte de la moitié de sa population du maximum historique de 1851 n'est enregistrée que dans les années 1950. Le mouvement de recul dure donc moins longtemps à La Motte qu’ailleurs, et la population de la commune se remet à croître dans les années 1970 jusqu'à nos jours.

### Enseignement

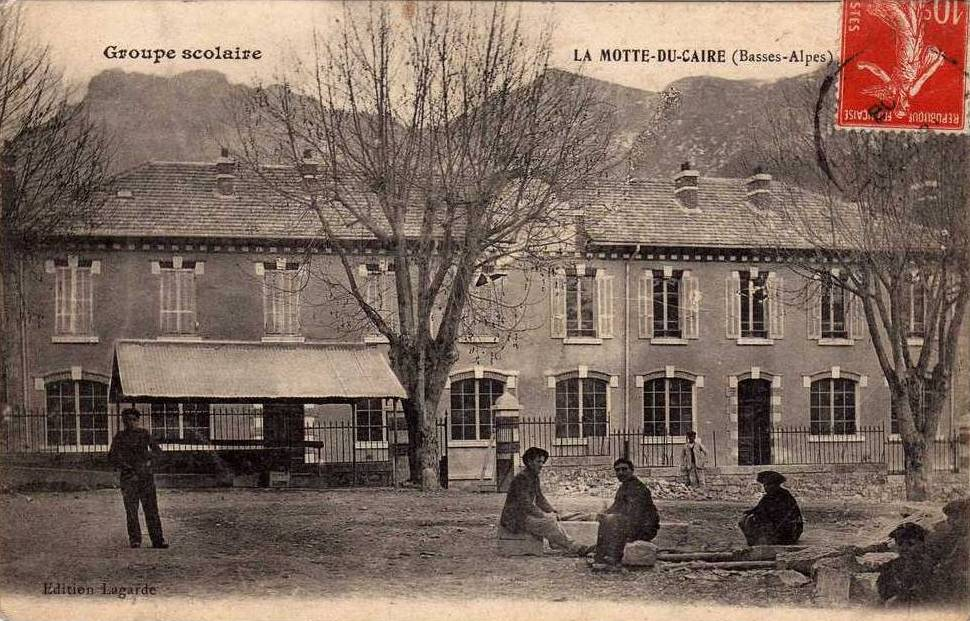
Le groupe scolaire au début du XXe siècle.

La commune dispose d'une école primaire publique,. Ensuite, les élèves sont affectés au collège Marcel-Massot,. Puis ils poursuivent au lycée de la cité scolaire Paul-Arène à Sisteron,.

### Santé
Une maison médicale est installée à La Motte-du-Caire, avec la présence d'un médecin, un infirmier, un kinésithérapeute et un dentiste. Une pharmacie fait partie des commerces de la commune.
L'hôpital le plus proche est le Centre Hospitalier de Sisteron (à 22 km).

### Sports
Créé en 1988, le club de planeur de La Motte du Caire  permet la pratique du vol à voile. Il est installé sur la vélisurface située dans la vallée du Grand Vallon, à 2 km au sud de la commune en bordure de route.

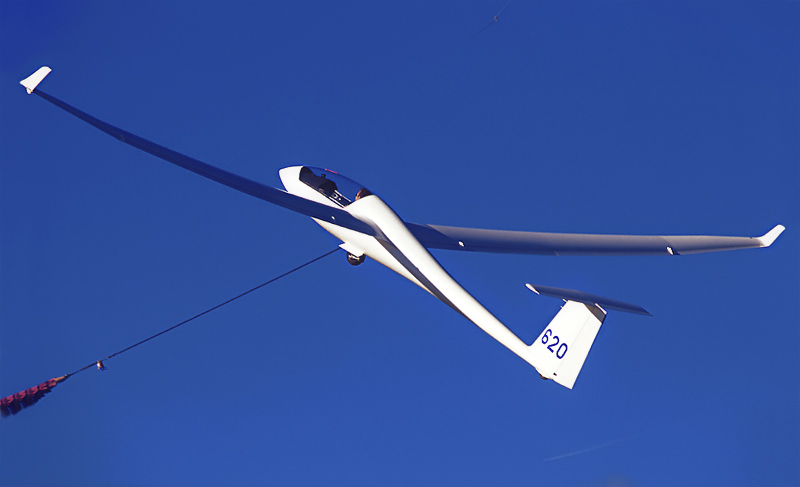
Décollage au treuil.

La plateforme est uniquement destinée aux planeurs purs sans utilisation d'avions ou d'ULM. La mise en l'air se fait uniquement à l'aide d'un treuil situé au bout la piste de 1100m. Il permet à tout planeur de se larguer une altitude de 400m au dessus décollage avec moins d'un litre de fioul. Les reliefs environnants, propices à la création d'ascendances, permettent ensuite la poursuite aisée du vol thermique ou dynamique sans aucune autre forme d’énergie que celle du soleil. Ce qui en fait un modèle écologique pour les plateformes environnantes.
Toutes les pratiques sont possibles sur la plateforme :
- baptêmes de l'air ;
- école de pilotage y compris pour les personnes à mobilité réduite ;
- stages de formation montagne ;
- pratique de la voltige.

### Cultes
Culte catholique en l'église paroissiale de la commune.

## Économie

### Aperçu général
En 2009, la population active s’élevait à 201 personnes, dont 28 chômeurs(17 fin 2011). Ces travailleurs sont majoritairement salariés (70 %) et travaillent majoritairement dans la commune, ce qui est assez exceptionnel (à 61 %).

### Agriculture
Fin 2010, le secteur primaire (agriculture, sylviculture, pêche) comptait 19 établissements actifs au sens de l’Insee (exploitants non-professionnels inclus) et 9 emplois salariés.
Le nombre d’exploitations professionnelles, selon l’enquête Agreste du ministère de l’Agriculture, est de 12 en 2010. Il était de 17 en 2000, de 23 en 1988. Actuellement, ces exploitants sont très majoritairement des arboriculteurs (9 sur les 12). L’élevage ovin est aussi représenté. De 1988 à 2000, la surface agricole utile (SAU) a fortement augmenté, de 423 à 525 ha. La SAU a légèrement augmenté lors de la dernière décennie, à 549 ha.
Les agriculteurs de la commune de La Motte-du-Caire ont droit à deux labels appellation d'origine contrôlée (AOC) (huile essentielle de lavande de Haute-Provence et banon) et à neuf labels indication géographique protégée (IGP), dont pommes des Alpes de Haute-Durance, miel de Provence et agneau de Sisteron. Les six labels concernant la vigne (alpes-de-haute-provence (IGP) blanc, rouge et rosé et VDP de Méditerranée blanc, rouge et rosé) ne sont pas utilisés, la vigne n’étant plus cultivée pour une production commerciale dans la commune.

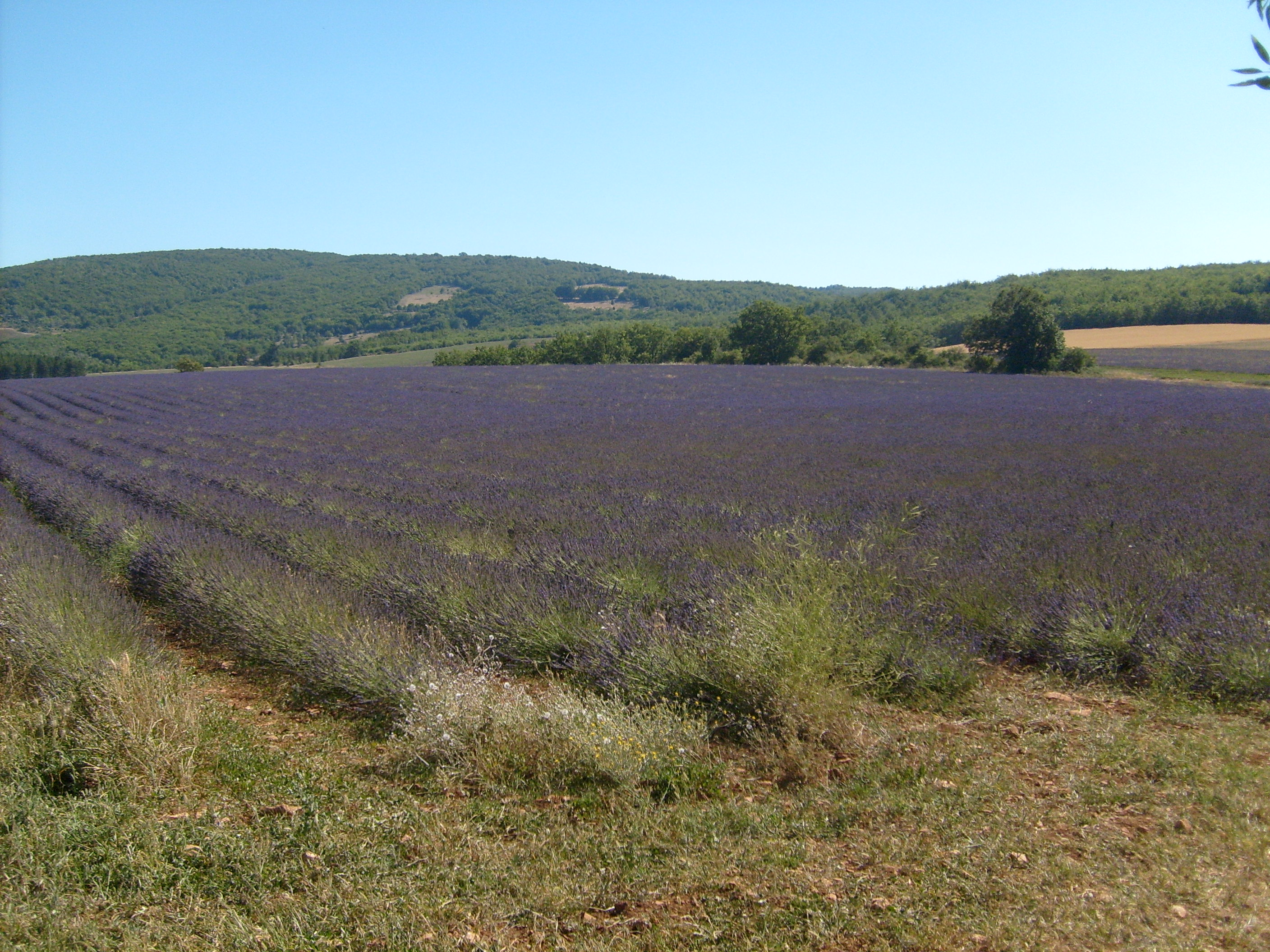
Champ de lavande sur le plateau d'Albion.
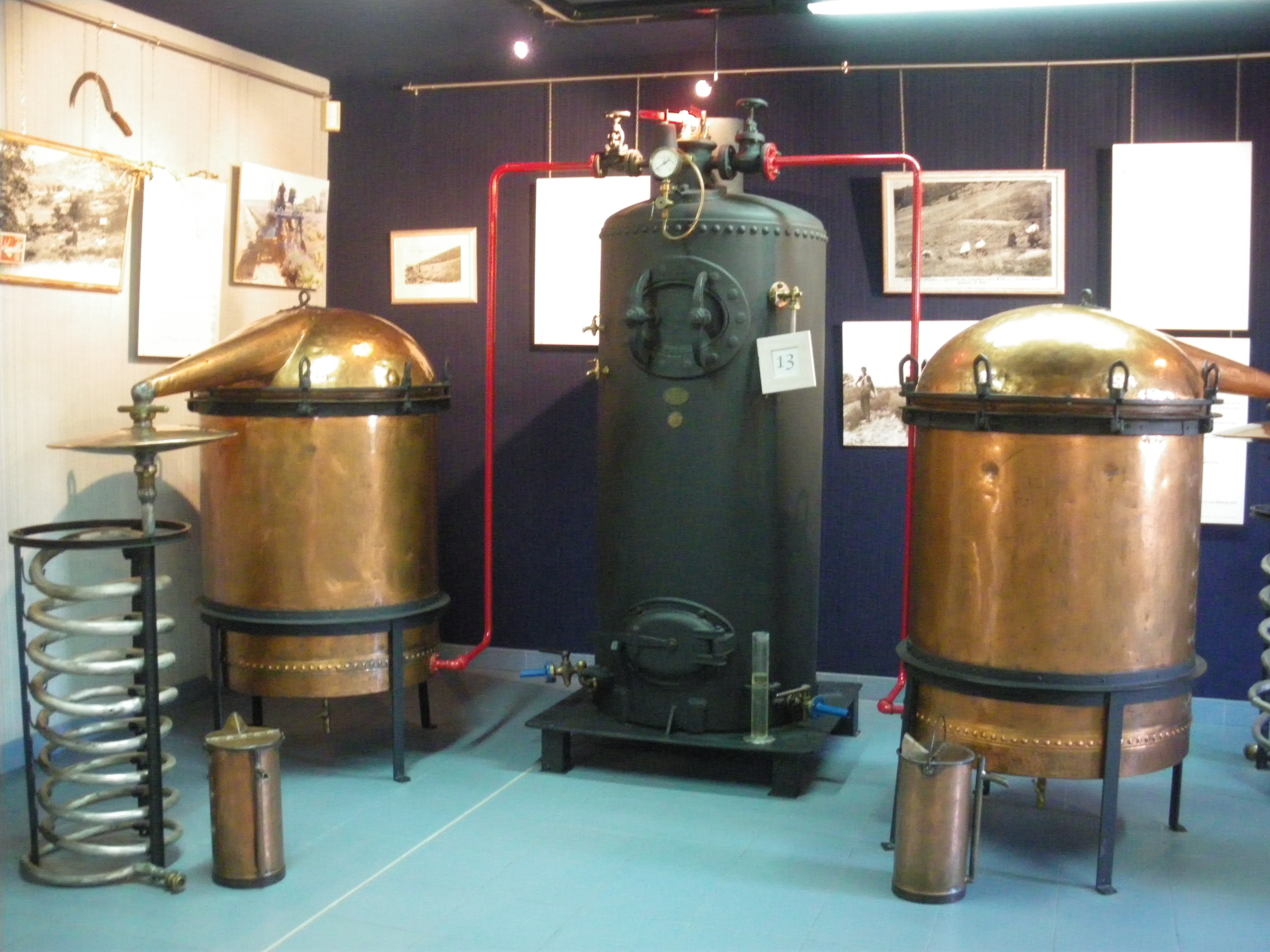
Alambics pour distiller la lavande.
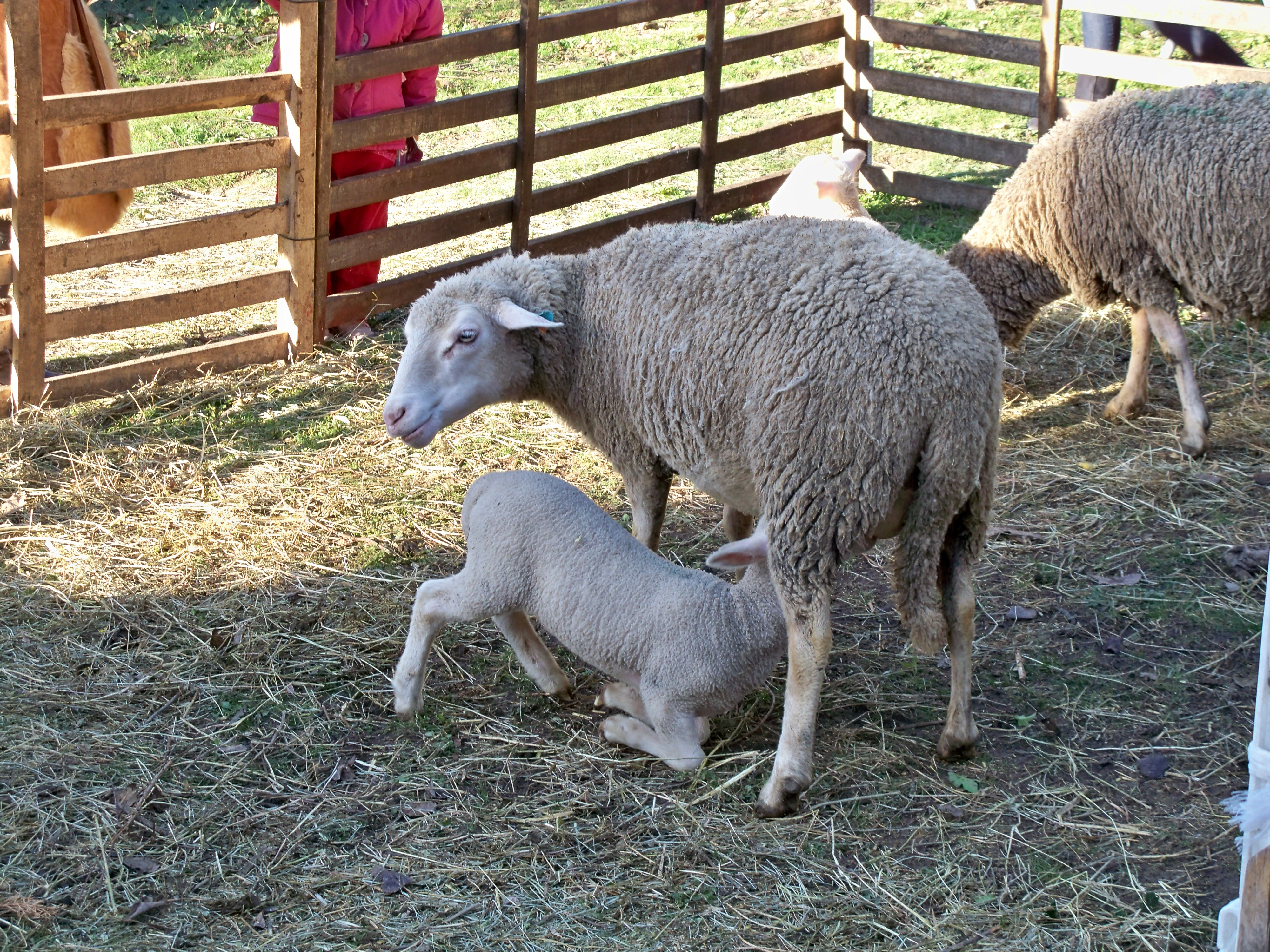
Agneau de Sisteron élevé sous sa mère.
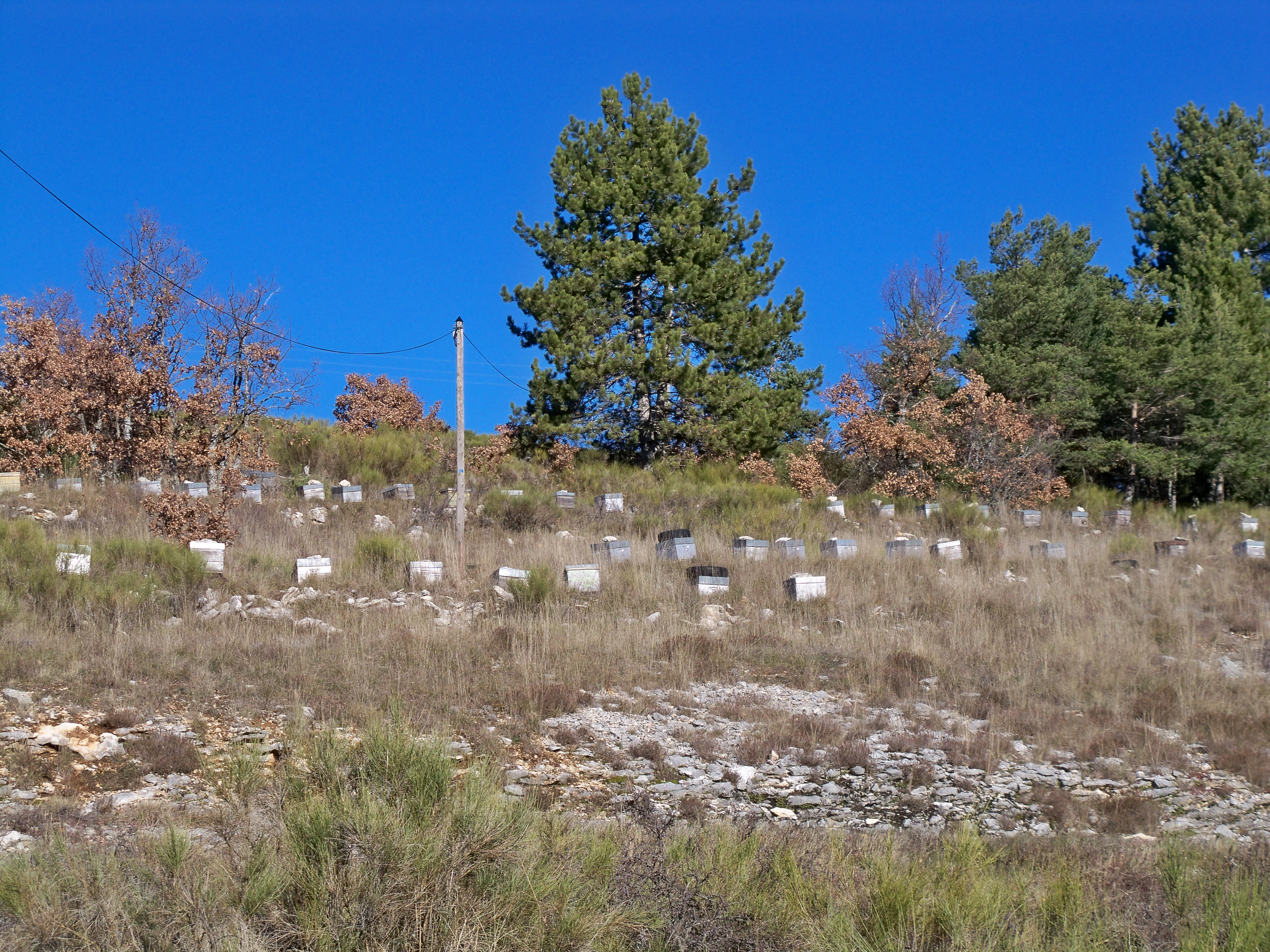
Ruches à la combe du Pommier.
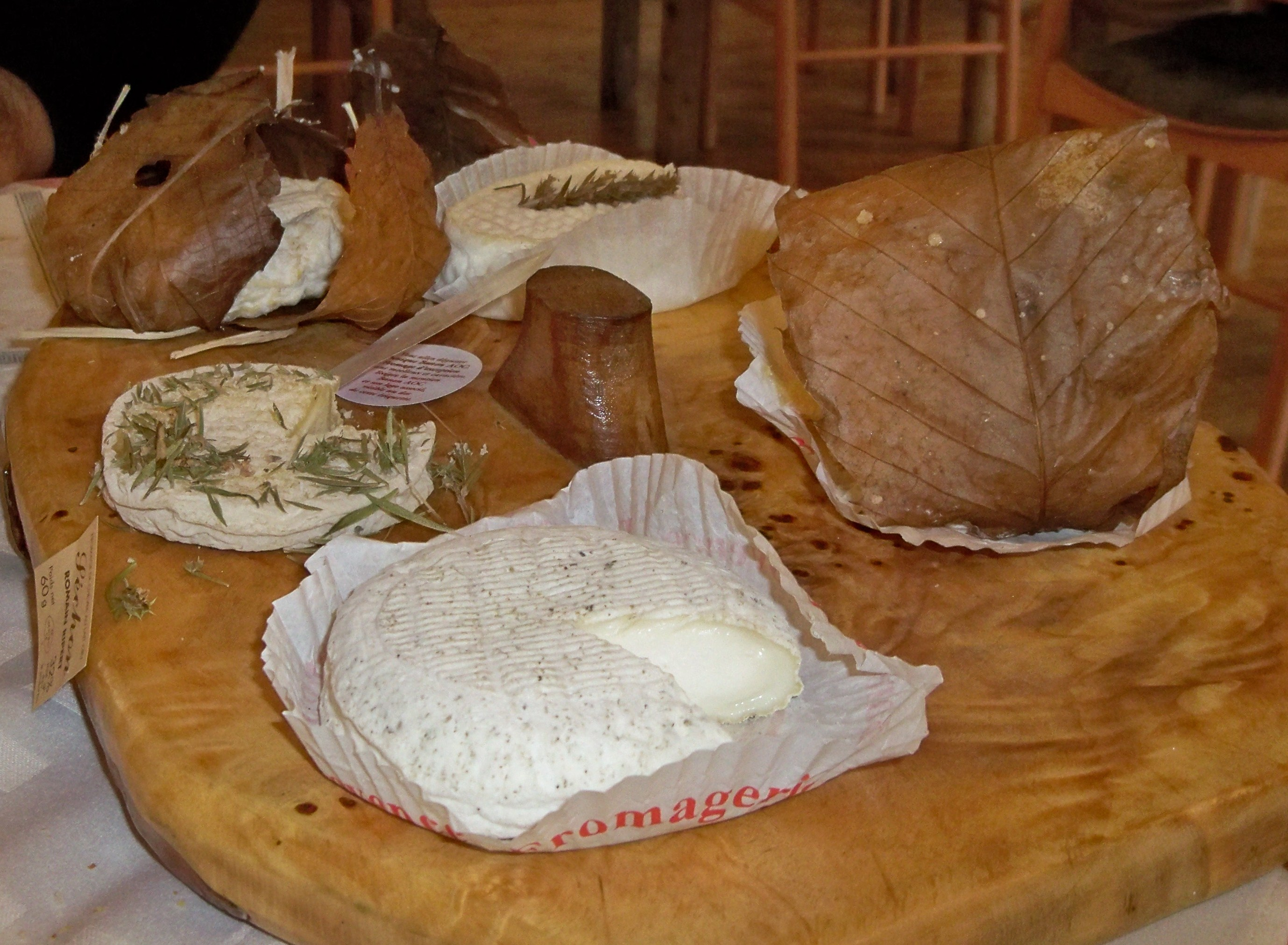
Plateau d'AOC banon dans un restaurant de Revest-du-Bion.
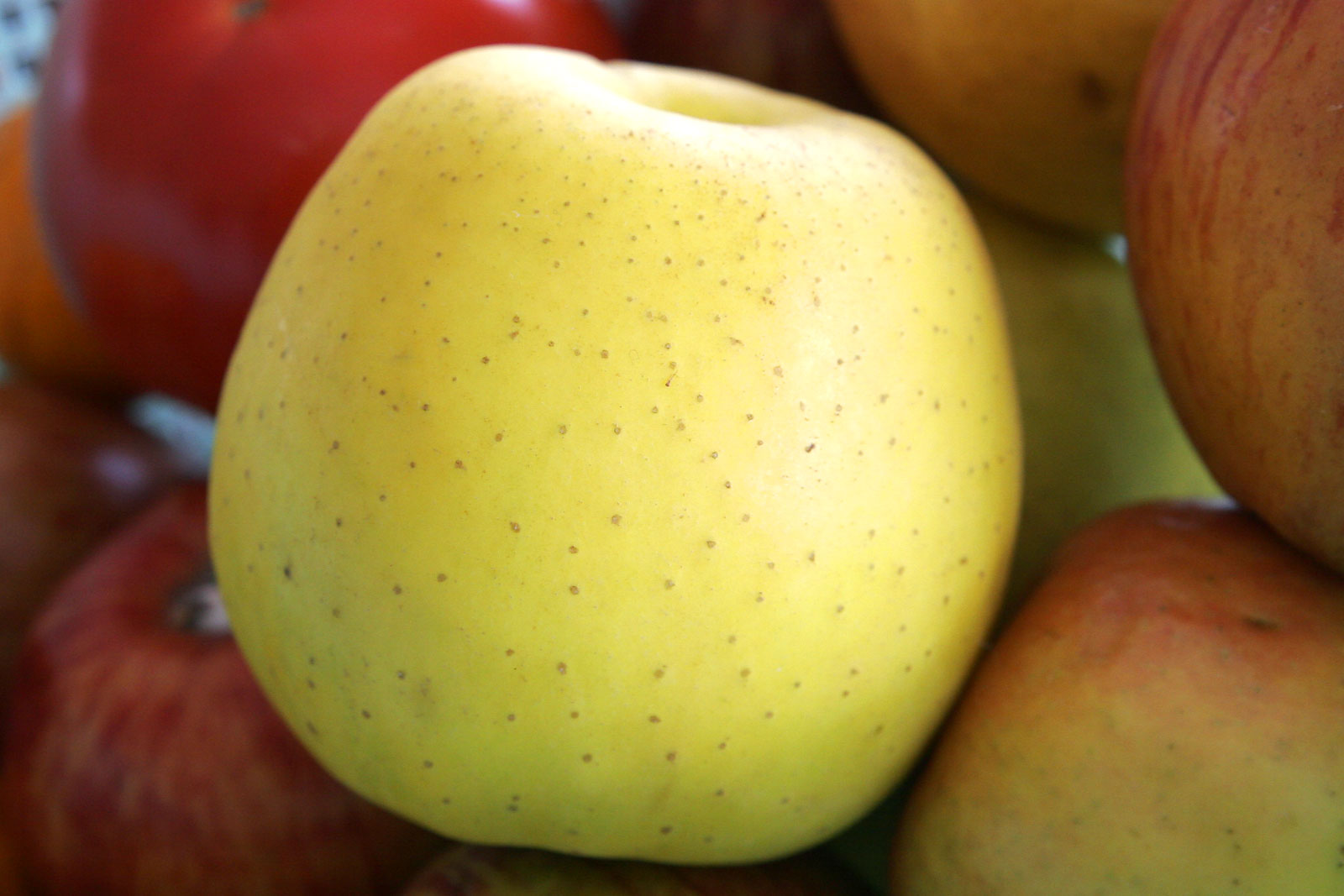
Pommes golden et gala.

### Industrie
Fin 2010, le secteur secondaire (industrie et construction) comptait 11 établissements, employant 13 salariés.

### Activités de service
Fin 2010, le secteur tertiaire (commerces, services) comptait 34 établissements (avec 30 emplois salariés), auxquels s’ajoutent les 20 établissements du secteur administratif (regroupé avec le secteur sanitaire et social et l’enseignement), salariant 50 personnes.
D'après l’Observatoire départemental du tourisme, la fonction touristique est d’une importance moyenne pour la commune, avec entre un et cinq touristes accueillis par habitant, l’essentiel de la capacité d'hébergement étant non-marchande. Quelques structures d’hébergement à finalité touristique existent dans la commune :
- une aire naturelle de camping et un camping classé deux étoiles[80] avec une capacité de 32 emplacements[81] ;
- plusieurs meublés labellisés[82] et d’autres non-labellisés[83] ;
- un gîte d’étape représente le seul hébergement collectif[84].

Les résidences secondaires apportent un complément à la capacité d’accueil : au nombre de 94, elles représentent 24 % des logements. Parmi les résidences secondaires, 20 possèdent plus d’un logement,.

## Lieux et monuments

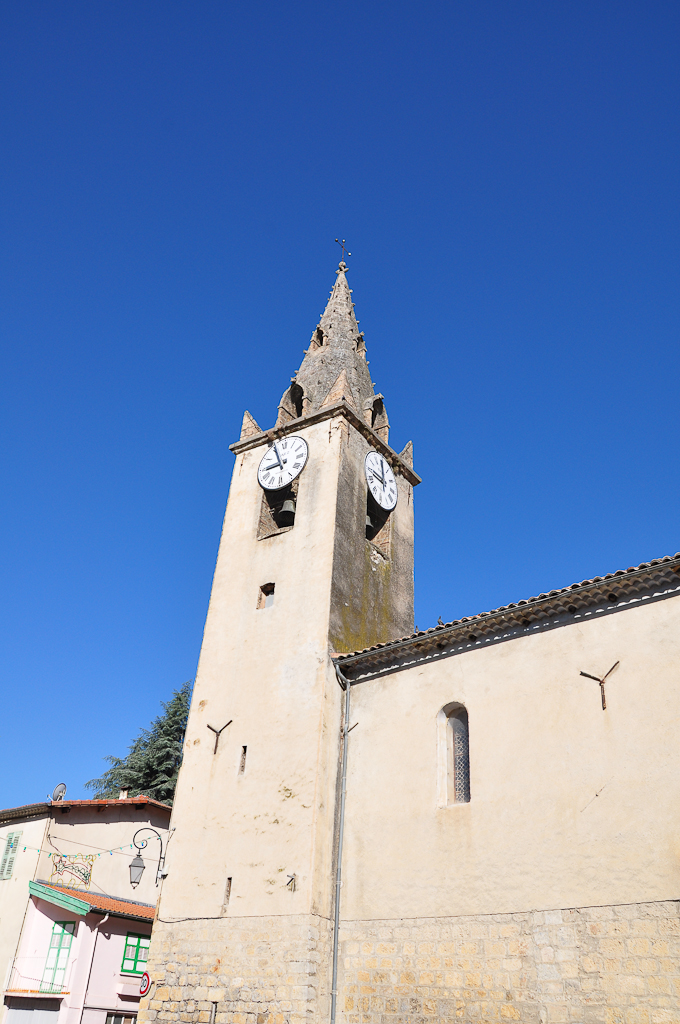
Église de La Motte-du-Caire.

Le monument aux morts est orné de statues de pleureurs en bronze.
Le château de la Bastie-Neuve est du XIXe siècle, propriété privée). Dans la grand-rue, se trouve une maison dont l’encadrement de porte (arc en accolade à double gorge, surmontée d’une fenêtre à accolade également) date de la fin du Moyen Âge.
La gendarmerie était autrefois installée dans une maison seigneuriale de ville, de la seconde moitié du XVIIIe siècle, avec portail immense à fronton ouvrant sur une petite cour. La porte d’entrée, d’aspect monumental, est cintrée, est ornée de moulurations de style Louis XV.

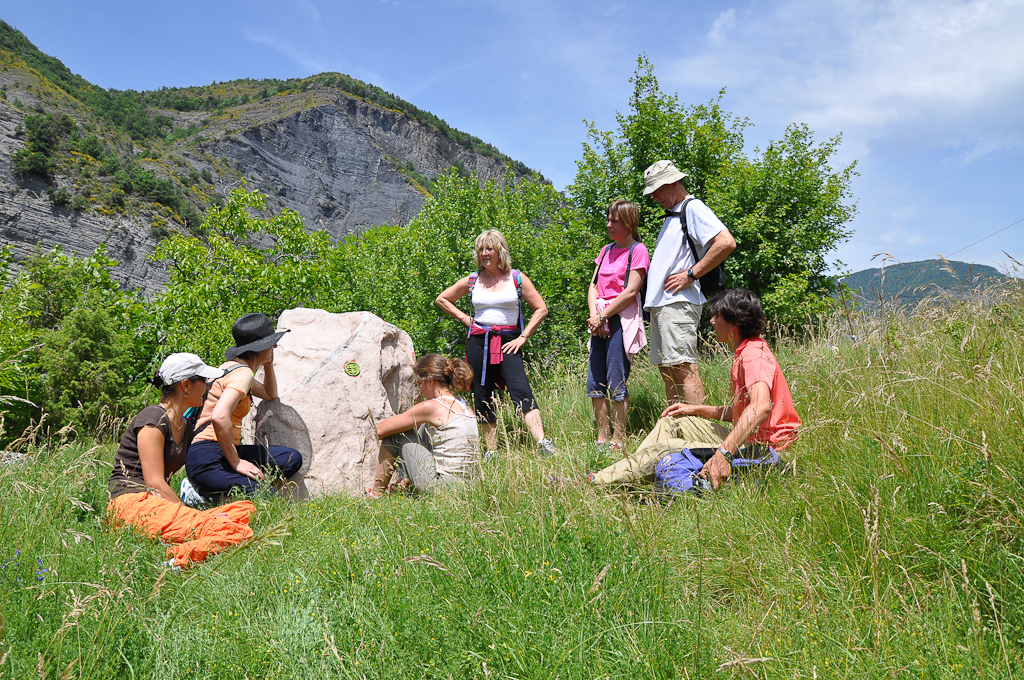
Le rocher qui parle à La Motte-du-Caire.

L’église paroissiale, placée sous le patronage de sainte-Marie-Madeleine et de la Trinité, date de 1851. Elle remplace une église reconstruite en 1599, et conserve le clocher de l’ancienne église (construit en 1785), qui s’achève en pyramide flanqué de quatre pyramidions. La nef, longue de trois travées, est bordée de six chapelles latérales peu profondes. Dans son mobilier, l’église conserve une Déposition de croix du milieu du XVIIe siècle, classé monument historique au titre objet.
Le bâtiment de l’ancien couvent des trinitaires subsiste au village, signalé par la date 1682 sur les pierres de la porte.
- Rues étroites et pentues (rue Casse-Cul)
- le Sentier des contes, ou la route des rochers qui parlent.

## Personnalités liées à la commune
- Marcel Massot (1899-1981), né à la Motte, député du Front populaire à 1979
- Didier Gentil, affaire pédocriminelle